# 紫苞黄堇
紫苞黄堇（学名：Corydalis urbaniana），为罂粟科紫堇属下的一个植物种。